# Delitschia consociata
Delitschia consociata är en svampart som beskrevs av Mont. 1887. Delitschia consociata ingår i släktet Delitschia och familjen Delitschiaceae.  Arten är reproducerande i Sverige. Inga underarter finns listade i Catalogue of Life.